# Pedro Mendinueta i Múzquiz
Pedro Mendinueta i Múzquiz, Virrey de Nova Granada, nascut el 7 de juny de 1736, mort el 1825. Tinent general dels Reials Exèrcits, cavaller de l'Ordre de Santiago i Gran Creu de Carles III.
Pedro Mendinueta i Múzquiz va començar la seva carrera militar com a cadet del regiment d'infanteria el 1756. Va anar a Amèrica per primera vegada el 1763, a organitzar els cossos de milícies de Cuba i Puerto Rico. Va tornar el 1782 i es va incorporar a l'exèrcit de l'Havana el 1783. El 1784 va passar a Nova Espanya a organitzar els cossos de milícies provincials i urbanes, i el 1789 va tornar a Espanya. Nomenat virrei del Nou Regne de Granada, l'1 de gener de 1796, va succeir a José de Ezpeleta, de qui va rebre el comandament a Cartagena, el 2 gener 1797, va entrar a Santafé el 18 març 1797 i va governar fins a 1803, quan va ser succeït pel virrey Antonio Estimar i Borbó.
El juliol del 1801 van ser rebuts pel virrei, els naturalistes Alexander von Humboldt, alemany, i Aimé Bonpland, francès, que venien amb permís de la Corona a estudiar la naturalesa i geografia americanes, i per tal de confrontar, als Andes, un mapa d'Amèrica del Sud des de l'Amazones cap al nord. Aquesta preocupació era notòria en Mendinueta, qui en el seu "Relació de l'estat del Nou Regne de Granada" va insistir, en repetides ocasions, en la necessitat d'elaborar un mapa exacte del Virregnat, sense el qual moltes de les obres a emprendre no eren possibles pel desconeixement del territori.
Mendinueta es va preocupar per la medicina, va nomenar catedràtic al doctor Miguel de Isla, qui dictava la teoria d'anatomia i, alhora, disectaba cadàvers a l'Hospital Sant Joan de Déu, incorporant aquesta pràctica a l'ensenyament de la medicina, el que va representar una novetat per a l'educació. Dins d'aquesta línia de pensament, el virrei va encarregar a José Celestino Mutis un pla per reorganitzar la Facultat de Medicina; aquesta tasca va rendir els seus fruits el 1804, quan el pla va ser adoptat pel govern colonial.
Mendinueta es va preocupar per la reorganització de les jurisdiccions episcopals; proposant l'erecció dels bisbats d'Antioquia, Vélez i Los LLanos, encara que donada la lentitud dels tràmits dins del sistema burocràtic espanyol, va ser poc el que va poder fer. Es va preocupar també per la reducció d'indis infidels i reorganitzar la Governació de Los Llanos, fent notar que des de l'estranyament dels membres de la Companyia de Jesús, el 1767, en aquells territoris i missions es noten pocs o cap avançaments en elles. Va tractar de millorar pel que fa al subministrament de medicines als pobres; reorganitzar l'hospital Sant Joan de Déu, de Santafé de Bogotà; va dictar providències per proveir de metge i perquè un regidor visités mensualment l'hospital i realitzés les visites mèdiques.
La salut pública va estar en primera línia durant el seu govern, va fundar el Llatzeret a Bogotà i el 1801 va prendre mesures sanitàries per evitar la propagació d'una nova epidèmia de verola; aquestes mesures van rendir els seus fruits, ja que l'epidèmia va resultar ser de les més benignes entre les moltes que van assolar el país.
Durant la invasió francesa va ser fet presoner, i el 1814, nomenat degà del Suprem Consell de la Guerra. Es va jubilar el 1822